# 친구모아 아파트
친구모아 아파트(일본어: トモダチコレクション 新生活 도모다치코레쿠숀 신세이카쓰[*], 영어: Tomodachi Life)는 닌텐도에서 제작 및 발매한 닌텐도 3DS용 가상 생활 시뮬레이션 게임이다. 2009년 6월에 발매된 일본 내수용 소프트웨어 도모다치 콜렉션의 후속작으로 기획되었으며, 2013년 4월 18일 일본에서 처음 출시되었다. 대한민국에서는 2014년 7월 17일에 한국닌텐도를 통해 정식 발매되었다. 친구모아 아파트는 2014년 4월 일본에서 182만 장 이상의 판매량을 기록했으며, 같은 해 12월에는 유럽 연합에서 100만 장 이상의 판매량을 기록했다.

## 목적
게임의 주 목적은 자신과 자신의 친구, 가족 등 가까운 사람들을 닮은 아바타를 만들고 그들과 교류하며 인간 관계를 관찰하는 것이다. 플레이어는 생김새, 성격, 목소리를 조절하고 개인정보를 입력해서 주변 사람들과 닮은 'Mii'를 만들 수 있으며, 생성한 Mii는 게임이 진행되는 섬 한가운데에 있는 아파트에 주민으로 입주한다. 입주한 Mii들은 기본적으로 자유의지를 가지고 활동하며, 때때로 고민을 들어주거나 같이 놀아 달라는 등의 요청을 한다. 플레이어는 Mii의 질문에 대답하거나, 아이템을 주거나, 미니게임을 하면서 요청을 들어줄 수 있으며 그 결과에 따라서 Mii의 만족도가 올라가거나 보상을 받게 된다. 또한 Mii들은 플레이어의 도움에 따라 서로 인간 관계를 맺으며, 남녀 간에는 고백을 통해 서로 연인이 되고 결혼을 하기도 한다. 게임을 플레이하면서 점차 섬의 주민이 늘어가고 다양한 시설이 생겨 활발해진 섬의 모습을 볼 수 있다.

## 게임의 흐름

### 시작
게임을 처음 시작하면 플레이어는 바다 한가운데의 두 섬을 선물받게 된다. 섬은 게임을 진행하며 Mii들이 살아갈 터전이 되며, 플레이어는 이 섬의 관리인으로서 Mii와 교류하게 된다. 섬의 이름을 정하고 나면 플레이어는 자신과 닮은 Mii를 만들며 게임을 시작한다.

### Mii
자신 및 친구의 분신인 Mii를 제작하는 방법은 처음부터 만드는 방법과, 닌텐도 3DS의 카메라로 사진을 찍어서 만드는 방법, 그리고 내장 소프트웨어인 'Mii 스튜디오'에서 Mii를 불러오는 방법으로 나뉜다. 처음부터 만들 경우 성별을 설정하고 얼굴형, 헤어스타일, 눈, 코, 입, 체형 등 세부적인 요소를 설정해서 만들 수 있으며, 사진을 찍어서 만들 경우 기본적인 요소를 설정한 뒤 사진을 찍으면 소프트웨어가 대강의 얼굴을 설정한다. 외양을 만드는 방법은 내장 소프트웨어인 'Mii 스튜디오'나 Wii의 'Mii 채널'과 비슷하다.
친구모아 아파트에서는 기존의 Mii 제작과는 달리 프로필, 목소리, 성격 등을 추가적으로 설정해야 한다. 프로필에서는 이름과 닉네임, 생일, 미성년 여부 등을 입력해야 하며 추가적으로 혈액형과 태어난 해, 좋아하는 색깔을 입력할 수 있다. 목소리는 미리 설정된 목소리 중에서 선택하거나, 직접 높낮이, 속도, 굵기 등을 조절할 수 있다. 성격은 심리 테스트 형식의 5가지 질문에 답하여 설정할 수 있으며, 질문의 답에 따라 16개의 유형으로 분류되어 Mii의 행동과 사고방식을 결정한다.

### 기본 플레이
게임의 기본적인 플레이 방식은 Mii들이 입주해 있는 아파트를 관찰하며 그들의 고민을 해결해주는 것이다. 고민은 일반 고민, 친구 고민, 연애 고민, 놀아주기의 네 종류로 나뉠 수 있으며, 이 중 일반 고민은 검은색, 친구 고민은 주황색, 연애 고민은 분홍색, 놀아주기는 초록색 표시로 나타난다. 고민을 해결하면 Mii의 만족도가 올라가며 그에 비례해서 소지금도 올라간다. Mii의 만족도는 경험치 시스템과 유사하여 일정 수준을 만족할 경우 Mii의 레벨이 오르며, 노래·도구·인테리어·표현·용돈 중에서 하나를 선물할 수 있다.
놀아주기를 제외한 고민은 보통 적절한 선물을 주거나 질문에 답을 하면서 해결할 수 있는데, 선물로 줄 수 있는 아이템은 음식·옷·모자·인테리어·실용품·특산품으로 나뉜다. 음식·옷·모자·인테리어는 Mii마다 모두 취향이 다르며, 취향에 맞는지에 따라 만족도가 비례하여 올라간다. 음식의 경우 부가적으로 Mii의 포만도를 증가시킨다. 놀아주기 고민은 Mii와 간단한 미니게임을 하면서 해결할 수 있으며, 게임에서 이길 경우 만족도가 올라가고 보물을 받을 수 있다.

### 인간 관계
본 문서의 이해를 돕기 위한 비자유 그림이 있습니다. 
링크의 파일을 직접 올려 주세요
게임 내의 Mii들은 기본적으로 자유의지를 갖고 활동하며, 서로 친구를 맺거나 연인이 되고 싶어하는 마음을 가지기도 한다. 이는 친구 고민이나 연애 고민으로 나타나는데, 플레이어는 이들에게 적절한 조언을 해줌으로써 고민을 해결하고 인간 관계를 쌓게 할 수 있다. 친구가 될 경우 서로의 집에 찾아가기도 하며, 섬의 다른 시설에 함께 놀러 나가는 등의 활동을 한다.
또한 연애 고민을 해결하면 Mii끼리 연인이 될 수도 있으며, 연인 관계의 Mii들이 프러포즈에 성공하면 결혼하여 아파트 옆의 주택지에서 별도로 거주한다. 결혼한 Mii들끼리는 아기가 태어나기도 하며, 플레이어에게 육아를 돕는 미니게임을 요구하기도 한다.

### 통신 콘텐츠
친구모아 아파트는 닌텐도 3DS의 엇갈림 통신과 어느새 통신에 모두 대응한다. 결혼한 Mii들에게서 태어난 아이는 시간이 지나 성장할 경우 독립해 아파트에서 거주하거나 다른 섬으로 여행을 보낼 수 있게 되는데, 여행을 보낼 경우 엇갈림 통신을 통해 다른 유저의 섬을 방문한다. 여행자는 그 섬의 공터에서 하루를 보내며 주민들과 교류한다. 또한 어느새 통신 설정을 켜둔 경우 인터넷에 연결해 여행을 떠난 아이의 사진을 받거나, 온라인상으로 배포 중인 아이템을 받아 게임 내에서 구매할 수 있게 된다. 또한 다른 유저와 로컬 통신을 통해 서로 아이템이나 Mii를 교환할 수도 있다.

### 섬의 시설
섬에는 다음과 같은 시설이 있다.
| 시설 이름                 | 건설 조건                                                         | 설명 |
| ------------------------- | ----------------------------------------------------------------- | --- |
| Mii 아파트                | 튜토리얼을 진행함.                                                | Mii들이 살아가는 공간이다. 처음에는 3층이지만 주민 수가 늘어나면 13층까지 확장되어 최대 100명까지 입주할 수 있다. 아파트 건물 밑의 관리실에서는 주민 간의 호실을 바꾸거나 주민의 성격 분포도를 볼 수 있다.                                                                                 |
| 주민센터                  | 튜토리얼을 진행함.                                                | 새로운 Mii를 등록하거나 주민 목록, 아이 기록을 볼 수 있으며, 로컬 통신을 통한 Mii와 아이템 교환을 할 수 있다. 또한 작성한 Mii를 QR 코드로 내보내어 다른 유저와 공유할 수 있다. |
| 식품점                    | 튜토리얼을 진행함.                                                | 음식을 살 수 있다. 음식은 한식·양식·디저트·음료수로 나뉘며 총 255종류가 있다. 매일 5종류의 상품이 업데이트되며 이전에 샀던 것은 카탈로그에서 다시 구입할 수 있다. |
| 옷 가게                   | 주민이 남녀 각 1명 이상 있고, 주민의 고민을 5개 이상 해결할 것.   | 옷을 살 수 있다. 옷은 남성용·여성용·남녀공용·업무용·기타로 나뉘며 총 419종류가 있다. 매일 5종류의 상품이 업데이트되고 계절별로 업데이트되는 상품도 있으며, 이전에 샀던 것은 카탈로그에서 다시 구입할 수 있다.                                                                              |
| 모자 가게                 | 주민이 남녀 각 2명 이상 있고, 주민의 고민을 10개 해결할 것.       | 모자를 살 수 있다. 모자는 일반 모자·특별한 모자·머리 장식으로 나뉘며 총 156종류가 있다. 매일 3종류의 상품이 업데이트되고 계절별로 업데이트되는 상품도 있으며, 이전에 샀던 것은 카탈로그에서 다시 구입할 수 있다.                                                                           |
| 인테리어 숍               | 소지금이 20만 원 이상이 될 것.                                    | Mii의 방을 꾸밀 인테리어를 살 수 있다. 인테리어는 총 104종류가 있다. 매일 4종류의 상품이 업데이트되며 이전에 샀던 것은 카탈로그에서 다시 구입할 수 있다. |
| Mii 뉴스                  | 주민이 남녀 각 3명 이상으로 총 7명이 될 것.                       | 섬의 소식을 전할 수 있다. 정기 뉴스는 매일 오전 7시와 오후 7시에 업데이트되어 주민들의 소식을 전하며, 새로운 시설이 건설되는 등 게임 내의 이벤트가 있을 경우 임시 뉴스가 업데이트되기도 한다. 과거 뉴스는 총 50개까지 저장된다.                                                            |
| 음악당                    | 레벨 업한 주민에게 노래를 줄 것.                                  | 노래를 가지고 있는 Mii가 공연할 수 있다. 노래는 헤비메탈·아이돌·로큰롤·랩·발라드·오페라·테크노·뮤지컬의 8개 장르가 있다. 공연을 하기 전 노래의 제목과 가사를 편집하고 백댄서의 수를 정할 수 있으며, 같은 장르의 노래를 가지고 있는 Mii가 두 명 이상일 경우 그룹을 결성해서 공연할 수 있다. |
| 랭킹 게시판               | 주민이 5명 이상 있고, 주민의 고민을 15개 해결할 것.               | 주제에 따른 주민의 랭킹을 볼 수 있다. 컨디션 랭킹, 매력남 랭킹, 매력녀 랭킹 등이 있으며, 게임의 진행에 따라 새로운 랭킹이 등장한다. |
| 상성 테스터               | 주민이 남녀 각 2명 이상 있고, 주민의 고민을 30개 해결할 것.       | Mii끼리의 상성을 볼 수 있다. '상성 예보'에서는 일주일간의 상성을 업무·공부, 의논, 놀이·취미, 연애 측면으로 나누어 일기예보처럼 보여주며, 상성 진단에서는 동성 간의 친구 상성과 이성 간의 연애 상성을 확인할 수 있다. 태어난 해를 등록하지 않은 Mii의 경우 이 시설을 이용할 수 없다.        |
| 전당포                    | 보물을 5종류 이상 손에 넣을 것.                                   | 고민을 해결했을 때 Mii가 주는 보물을 팔아서 소지금을 얻을 수 있다. 보물은 총 152종류가 있으며, 물건의 가치에 따라 100원부터 1,000,000원 이상까지 다양한 가격에서 팔 수 있다. |
| 사진관                    | 주민이 10명 이상 있고, 주민의 고민을 50개 해결할 것.              | Mii의 사진을 찍거나 볼 수 있다. 커플 사진, 그룹 사진, 주민 단체 사진을 찍을 수 있으며 찍은 사진은 닌텐도 3DS 본체의 SD 카드에 저장된다. |
| 주택지                    | 주민이 결혼할 것.                                                 | 결혼한 Mii가 거주하는 공간이다. 결혼한 Mii는 Mii 아파트와 주택지를 오가며 생활할 수 있다. |
| 나루터                    | 엇갈림 통신을 시작할 것.                                          | 엇갈림 통신을 통해 다른 섬에서 온 여행자나 수입품을 받을 수 있다. |
| 수입 상품점               | 엇갈림 통신에 성공할 것, 혹은 어느새 통신으로 수입품이 들어올 것. | 엇갈림 통신이나 어느새 통신으로 들어온 희귀한 수입품을 구매할 수 있다. 수입품은 옷과 모자로 나뉜다. |
| 공터                      | 섬을 찾아온 여행자가 텐트를 칠 것, 혹은 아이를 여행 보낼 것.      | 엇갈림 통신을 통해 온 여행자가 머무르는 공간이다. 여행자는 텐트를 치고 생활하며 최대 10명까지 머무를 수 있다. 텐트에 들어가 여행자를 대접할 수도 있다. |
| 자선 분수 광장            | 게임을 진행하면서 Mii가 건설함.                                   | 하루 한 번 Mii들이 자신의 만족도에 비례해 모금을 하며, 모금한 돈은 소지금에 추가된다. 오전 6시 30분부터 11시 30분까지 아침 장이, 오후 6시부터 7시까지 끝말잇기 대회가 열린다. Mii들의 데이트 결과도 이곳에서 확인할 수 있다.                                                               |
| 찻집                      | 누군가가 고백할 것.                                               | Mii들의 휴식 및 데이트 장소이며, 비정기적으로 남자 모임과 여자 모임이 열린다. |
| 공원                      | 누군가가 고백할 것.                                               | Mii들의 휴식 및 데이트 장소이며, 오전 8시부터 9시까지 원반 던지기, 오전 11시 30분부터 오후 2시까지 점심 장, 오후 2시 30분부터 3시 30분까지 BBQ, 오후 4시부터 오후 5시까지 카메라맨 이벤트가 열린다.                                                                                        |
| 놀이공원                  | 누군가가 고백할 것.                                               | Mii들의 휴식 및 데이트 장소이며, 오전 10시부터 11시까지 매직 쇼, 오후 2시 30분부터 4시 30분까지 친구 퀘스트, 오후 5시부터 오후 9시까지 저녁 장 이벤트가 열린다. |
| 바닷가                    | 튜토리얼을 진행함.                                                | Mii들의 휴식 및 데이트 장소이며, 주민이 16명 이상 있을 경우 다수결 이벤트를 실시할 수 있다. |
| 전망대                    | 레벨 업한 주민에게 도구를 줄 것.                                  | Mii들의 휴식 및 데이트 장소이며, 뭐든지 질문타임 이벤트를 개최할 수 있다. |
| 닌텐도 3DS 이미지 공유 툴 | Mii의 집에서 화면 사진을 찍을 것.                                 | 게임 중에 찍은 화면 사진을 소셜 네트워크 서비스에 공유할 수 있다. 공유를 하기 위해서는 게임 소프트웨어를 종료하고 인터넷 브라우저를 켤 필요가 있다. |

## 발매
본 문서의 이해를 돕기 위한 비자유 그림이 있습니다. 
링크의 파일을 직접 올려 주세요
2011년 9월 13일 일본에서 개최된 닌텐도 3DS 컨퍼런스 2011에서 가제인 《도모다치 콜렉션》으로 처음 등장했다. 이후 2012년 8월 29일 닌텐도 다이렉트에서 발매 시기를 2013년 봄으로 잡았으며, 2013년 2월 21일 닌텐도 다이렉트에서는 《도모다치 콜렉션 신생활》이라는 정식 타이틀과 함께 2013년 4월 18일 발매를 발표했다. 이후 유럽 연합에서는 2014년 4월 10일 '도모다치 라이프 다이렉트'를 통해 2014년 6월 6일 발매를 발표했으며, 미국에서는 2014년 5월에 클럽 닌텐도의 플래티넘 멤버들에게 체험판 코드를 배포했다. 대한민국에서는 2014년 4월 11일에 보도자료를 통해 2014년 여름 로컬라이즈 발매 계획을 발표했으며, 같은 해 5월 29일에는 '친구모아 아파트 다이렉트'를 통해 발매일을 2014년 7월 17일로 확정, 발표했다. 6월 11일에는 친구모아 아파트의 '담당자 플레이 일지'가 공개되었으며, 7월 15일에는 체험 이벤트 개최 계획을 발표했다.

## 평가
친구모아 아파트는 게임랭킹스와 메타크리틱에서 각각 72.36%, 71/100의 점수를 기록했으며, 대체로 긍정적인 평가를 받았다. IGN은 10점 만점에 8.4점의 점수를 주며, "심즈와 비슷한 컨셉을 많이 사용하고 있지만, 간단하고 접근성 높고 재밌는 방법으로 풀어냈다"고 평했다. 폴리곤은 10점 만점에 7.5점의 점수를 주며, "결점은 있지만, 거부할 수 없는 매력을 가졌다"고 평했다. 반면 게임스팟은 10점 만점에 7점의 점수와 함께 "캐릭터의 발전이 약하다"고 평했으며, 유로게이머는 10점 만점에 5점을 주며 "시뮬레이션의 느낌이 없다"고 평했다.

### 동성결혼에 관한 논란
한편 친구모아 아파트는 게임 내에서 동성 간의 연애 및 결혼을 구현하지 않았으며, 이로 인해 미국과 유럽의 게이머들에게 비판을 받았다. 2014년 4월 26일 Tye Marini라는 한 닌텐도 유저가 '#Miiquality'라는 캠페인을 시작하며, 게임의 업데이트 혹은 차기작에 동성 간의 연애를 보장해 달라고 요구하였다. 그러나 닌텐도는 5월 7일 AP를 통해, 친구모아 아파트의 출시로 '사회적 논의'를 일으키고 싶지 않다는 입장을 밝혔으며 이는 상당한 논란을 일으켰다. 결국 닌텐도는 5월 9일 홈페이지 내 공지를 통해서, 도모다치 콜렉션 시리즈의 차기작을 제작한다면 "모든 플레이어를 포함하고, 보여주는 게임 플레이 경험을 제공하겠다"며 사과의 뜻을 밝혔다.

## 주해
1. ↑  게임 내에서 같은 성별을 가진 Mii끼리의 고백 및 결혼은 불가능하며, 이에 대해 동성결혼을 반영해야 한다는 비판이 있었다.[7]
2. ↑  추가적인 정보를 입력하면 게임 진행에 도움을 얻을 수 있으며, 운세 정보를 이용하는 콘텐츠의 경우 태어난 해를 입력하지 않으면 이용할 수 없다.
3. ↑  게임 내에서 Mii들은 음성 합성을 통해 말을 할 수 있으며, 뉘앙스 커뮤니케이션즈사가 개발에 참가하였다.[8]
4. ↑  포만도가 0일 경우 Mii가 있는 방의 배경 음악이 변화하며, 일반 고민이 생긴다.
5. ↑  게임에서 질 경우 만족도가 올라가지 않는다.
6. ↑  엇갈림 통신이 이루어질 경우 다른 섬의 특산품도 수입할 수 있다.
7. ↑  하나의 옷에 여러 색상이 있으므로 색상별로 나누면 총 3,284개의 옷이 존재한다.
8. ↑  하나의 모자에 여러 색상이 있으므로 색상별로 나누면 총 1,124개의 모자가 존재한다.